# Битка код Спахана
Битка код Спахана je вођена  између Рашидунског калифата и Сасанидског царства 642. године. Арапи су однели победу у овој бици, где су, према наводима,успели да убију михранског заповедника Шахрвараза Џадуија. После битке, Арапи су склопили мир са Фадхусфаном, гувернером града. Према Абу Ноаиму, многи људи су убијени или поробљени након освајања, а начин насељавања региона се променио. Исфахан се предао 644. након неколико неуспелих побуна и постигнутог  споразума о плаћању пореза у замену за војну заштиту.